# Himatolabus umbosis
Himatolabus umbosis là một loài bọ cánh cứng trong họ Attelabidae. Loài này được Hamilton miêu tả khoa học năm 1992.